# Turó d'en Balasc
El Turó d'en Balasc és una muntanya de 297 metres que es troba al municipi de Barcelona, a la comarca del Barcelonès.